# Петрашовка (Могилёв-Подольский район)
Петрашо́вка (укр. Петрашівка) — село на Украине, находится в Могилёв-Подольском районе Винницкой области.
Код КОАТУУ — 0525683601. Население по переписи 2001 года составляет 702 человека. Почтовый индекс — 24525. Телефонный код — 4336. Занимает площадь 1,36 км².

## Местная власть
24500, Винницкая область, Могилёв-Подольский р-н, г. Ямполь, ул. Замковая, 94/2